# Arnoldus Lamme
Arnoldus Lamme (Dordrecht, 21 november 1771 - Rotterdam, 7 maart 1856) was een Nederlandse schilder en kunsthandelaar.

## Leven en werk
Lamme was een zoon van de Dordtse schilder Arie Lamme en Johanna van Es. Hij trouwde met Johanna Catharina André. 
Lamme en zijn zus Cornelia leerden schilderen van hun vader. Hij schilderde landschappen, historiestukken en paardenvoorstellingen, vaak naar oude meesters als Albert Cuyp. Hij handelde in kunst en was in 1847 met zijn zoon Arie Johannes Lamme betrokken bij de taxatie van de nalatenschap van Frans Jacob Otto Boijmans.
De schilder overleed op 84-jarige leeftijd.

## Werk in openbare collecties
- Rijksmuseum Amsterdam

- Biografisch Portaal: 78913929
- Library of Congress Control Number: nr2004024911
- RKD-Nederlands Instituut voor Kunstgeschiedenis: 47655
- Union List of Artist Names: 500151638
- Virtual International Authority File: 24552469
- WorldCat: E39PBJxmB7634Vvgp6hTBpvJXd